# Troels Lund Poulsen
Pour les articles homonymes, voir Poulsen.
Troels Lund Poulsen, né le 30 mars 1976, est un homme politique danois, actuel président du parti Venstre et vice-Premier ministre et ministre de la Défense. 

## Biographie
Troels Lund Poulsen est élu député au Folketing pour la première fois lors des élections législatives de 2001 et met alors en suspens ses études d'histoire à l'université de Copenhague. Il devient alors le porte-parole de son groupe parlementaire pour la politique étrangère, un poste qu'il conserve après sa réélection pour un second mandat lors des élections de février 2005.
En septembre 2006, il succède à Jens Rohde comme porte-parole politique du parti, après que ce dernier ait annoncé son retrait de la politique.
Il remporte un troisième mandat au Folketing lors des élections législatives anticipées de novembre 2007. Après le scrutin, il est nommé ministre de l'Environnement dans le gouvernement Fogh Rasmussen III, devenant alors le plus jeune ministre de l'Histoire à être issu de son parti. Comme presque tous les ministres, il conserve son poste quand Lars Løkke Rasmussen devient Premier ministre en avril 2009. En janvier 2010, alors en déplacement au Moyen-Orient, il reçoit une montre Rolex qu'il considère comme un cadeau personnel et l'utilise. Après que l'existence de la montre soit révélée quelques mois plus tard, cela suscite la controverse ; il décide de la remettre au gouvernement danois, tout en estimant ne pas avoir violé les règles sur la réception de cadeaux par les ministres. 
Lors d'un remaniement ministériel le 23 février 2010, il devient ministre de la Fiscalité.
Au cours d'un nouveau remaniement ministériel le 8 mars 2011, il devient ministre de l'Éducation. Il conserve ce poste jusqu'à l'investiture en octobre du gouvernement Thorning-Schmidt I, à la suite de la victoire du bloc de gauche aux élections législatives du 15 septembre, lors desquelles Poulsen remporte un quatrième mandat. Après le scrutin, il devient le pote-parole de son groupe parlementaire pour les questions de défense, et préside la délégation danoise auprès de l'assemblée parlementaire de l'OTAN.
Quelques semaines après son retour dans l'opposition, il est soupçonné d'avoir, dans le cadre de son mandat au ministère de la Fiscalité et à travers son conseiller Peter Arnfeldt, joué un rôle dans la fuite d'informations fiscales confidentielles concernant la leader sociale-démocrate Helle Thorning-Schmidt, afin de la discréditer avant les élections de 2011. Poulsen prend alors un congé du Folketing, tandis qu'une commission d'enquête y est ouverte, devant laquelle il affirme ne pas avoir interféré dans le dossier. Si la commission estime dans ses conclusions que Poulsen été trop impliqué dans la gestion de l'affaire, elle ne parvient pas à identifier le responsable de la fuite d'informations.
En dépit de la controverse, il revient au gouvernement quand Lars Løkke Rasmussen retrouve son poste de Premier ministre après les élections législatives de juin 2015, cette fois comme ministre du Commerce et de la Croissance. Le 28 novembre 2016, quand Lars Løkke Rasmussen forme un nouveau gouvernement pour y inclure le Parti populaire conservateur et l'Alliance libérale, il est nommé ministre de l'Emploi.
Il remporte un sixième mandat de député lors des élections législatives de juin 2019, qui marquent le retour de son parti dans l'opposition. Durant la mandature, il est le porte-parole de son parti pour les finances.
Il est réélu pour un septième mandat lors des élections législatives anticipées de novembre 2022. Alors que Venstre intègre le gouvernement Frederiksen II formé le 15 décembre après le scrutin, il devient ministre de l'Économie. Le 6 février 2023, il devient ministre de la Défense par intérim pour la durée du congé de Jakob Ellemann-Jensen. Le congé de ce dernier durant plusieurs mois, il se met en retrait de ses fonctions au ministère de l'Économie à partir du 9 mars, qui sont alors assurées à titre d'intérim par Stephanie Lose. Ellemann-Jensen fait son retour le 1er août.
Seulement trois semaines après leur retour à leurs fonctions ministérielles de plein exercice respectives, Poulsen et Ellemann-Jensen échangent leur portefeuille le 22 août 2023, faisant donc du premier le ministre de la Défense à temps plein.
Le 23 octobre 2023, Ellemann-Jensen annonce son départ définitif de la vie politique. Poulsen est alors nommé pour reprendre ses fonctions de vice-Premier ministre et de ministre de l'Économie, en plus de ses fonctions de ministre de la Défense. Il annonce le 25 octobre sa candidature à la succession d'Ellemann-Jensen comme président de Venstre. Il est élu à la tête du parti le 18 novembre, et est remplacé comme ministre de l'Économie par Stephanie Lose le 23 novembre, tandis qu'il conserve ses fonctions de ministre de la Défense et de vice-Premier ministre.